# Geheimauftrag Dubrovnik
Geheimauftrag Dubrovnik ist ein Kriegsfilm von Roger Corman, den dieser 1963 in seiner Phase der Edgar-Allan-Poe-Verfilmungen vor Ort in Jugoslawien inszeniert hatte. Im Zentrum der 1943 spielenden Geschichte stehen fünf Schwerverbrecher, die vom britischen Geheimdienst auserkoren werden, an einem Sonderkommando gegen die Deutschen teilzunehmen. Als Belohnung erwartet sie die Freiheit. Die Hauptrollen spielen Stewart Granger, Raf Vallone und Mickey Rooney.

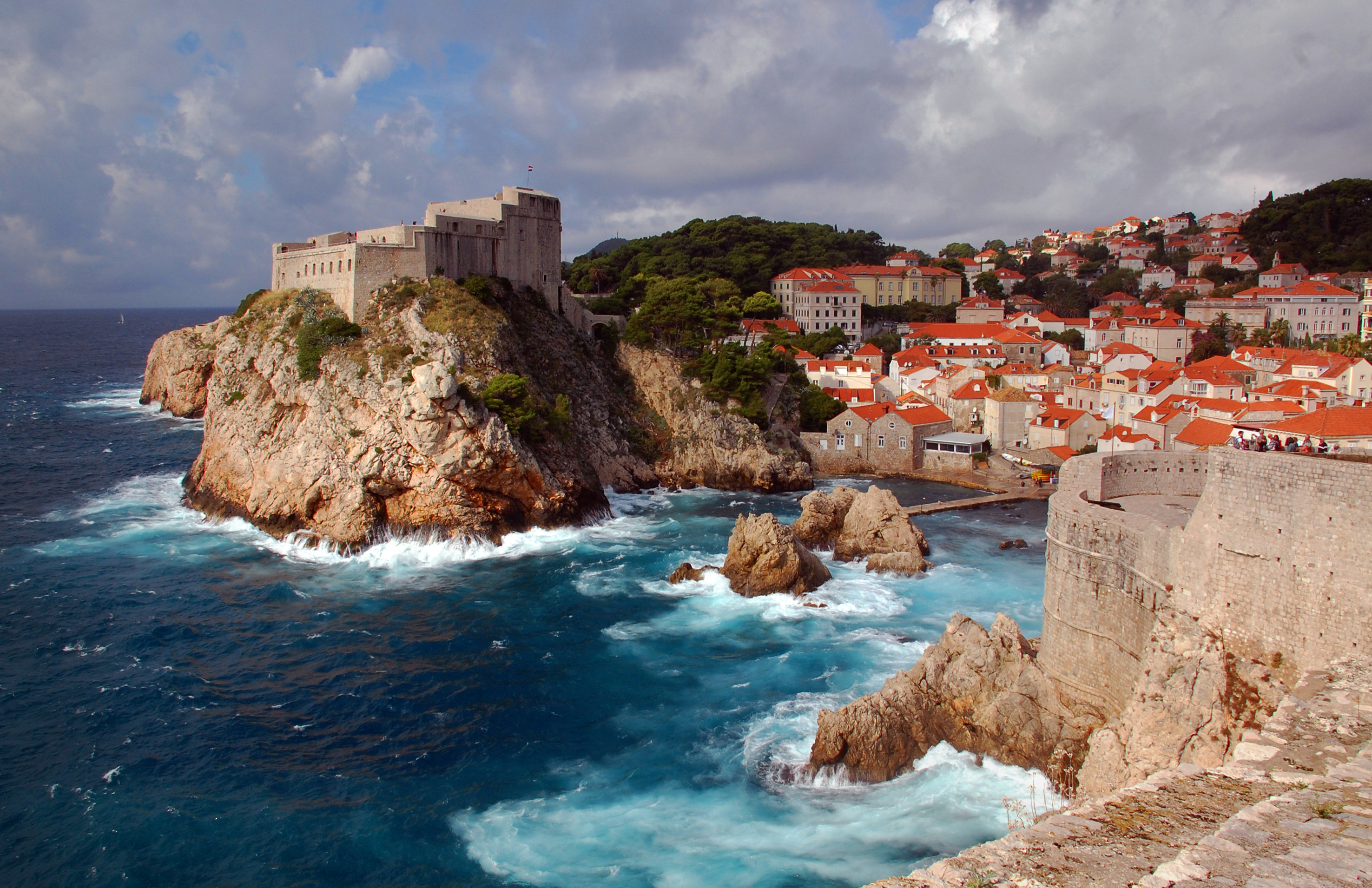
Drehort Dubrovnik mit seinen mittelalterlichen Festungen Lovrijenac und Bokar

## Handlung
Zweiter Weltkrieg im Mittelmeerraum. Im Jahr 1943 wechselt Italien unter dem Ministerpräsidenten Pietro Badoglio die Seiten und schert aus der Allianz mit Hitler-Deutschland aus. Daraufhin wird der derzeit in dem deutsch besetzten Dubrovnik in Jugoslawien stationierte italienische General Quadri von dem ehemaligen Verbündeten festgesetzt und in der dortigen Festung eingekerkert. Der britische Geheimdienst zeigt großes Interesse an der Befreiung des hochrangigen italienischen Offiziers, der anschließend die italienischen Truppen gegen die ehemaligen Allianzpartner, die Deutschen, anführen soll, und plant daher, diesen zu befreien. Für dieses Himmelfahrtskommando sollen ganz spezielle Kämpfer rekrutiert werden, die einerseits nichts zu verlieren haben, andererseits dafür bekannt sind, buchstäblich über Leichen zu gehen. Im britischen Stützpunkt in Kairo wird Major Richard Maze damit beauftragt, ein entsprechendes Kommando auf die Beine zustellen und für diese gefährliche Mission die wagemutigsten Halunken im Dienste seiner Majestät auszusuchen.
Der Major wird bald fündig und wählt für das Spezialkommando fünf zum Tode verurteilte Sträflinge aus. Als Gegenleistung für ihre Teilnahme am Himmelfahrtskommando wird den Halsabschneidern, sollten sie den Einsatz überleben, ihre Freiheit versprochen. Bei dem „dreckigen Quintett“ handelt es sich um das Verbrechergenie Roberto Rocca, den Abrissexperten und IRA-Mitglied Terence Scanlon, den professionellen Fälscher Simon Fell, den kaltblütigen Mörder John Durrell sowie den Langfinger und Stimmenimitator Jean Saval. Auch für Major Mace hat dieser Auftrag eine besondere Bedeutung, versucht er doch damit, eigene Schuldgefühle zu überwinden. Einst hatte er seinen Bruder auf eine gefährliche Mission entsandt und zu lange darauf wartet, ihn aus einer misslichen Lage, in die er durch ihn geraten war, zu befreien.
Schon die Anfahrt nach Dubrovnik verläuft suboptimal: Das in einem Fischerboot transportierte sechsköpfige Team wird von einem deutschen Patrouillenboot aufgebracht, aber Maces Leute können den Gegner nach einem kurzen Kampf ausschalten. Mithilfe der ortsansässigen Partisaneneinheit unter der Führung eines gewissen Marko bereiten die Männer den Anschlag auf die deutsche Festung vor, dann teilen sie sich an Land auf. Dem Mörder John Durrell wird die einheimische, unlängst verwitwete Mila, Mutter eines Babys, zur Seite gestellt, um vor Ort nicht aufzufallen und leichter Orientierung zu finden. Das Drama nimmt seinen Lauf, als Durrell versehentlich ihr Kleinkind erstickt, weil es zu schreien begann, als in der Nähe gerade eine deutsche Patrouille vorbeimarschierte. Die Mission droht endgültig zu scheitern, als Mace und seine Leute in die Hände der Deutschen geraten und ebenfalls auf die Festung, die schon Generale Quadri beherbergt, gebracht werden.
In einem strengen Verhör versucht man aus den verwegenen Haudegen herauszubekommen, was genau ihr Auftrag ist. Alle bleiben standhaft und können schlussendlich fliehen. Ihnen gelingt die Befreiung des Generals, doch haben sich die Kämpfer bald einer deutschen Übermacht zu erwehren, bei der Major Mace sowie Mila, Fell, Scanlon und Saval umkommen. Die überlebenden Rocca und Durrell müssen jedoch feststellen, dass die Mission von Anbeginn zum Scheitern verurteilt war: Der zu befreiende Italiener ist kein General und hat auch mitnichten vor, die Seiten zu wechseln. Durrell tut daraufhin so, als sei er ein fanatischer Nationalsozialist und erschießt den falschen General, woraufhin er selbst von den Quadri-Anhängern unter den Italienern massakriert wird. Der Italiener Rocca, der letzte Überlebende der mörderischen Mission, versucht daraufhin zu retten was zu retten ist und lenkt den überbordenden Zorn der Italiener auf die in Dubrovnik herrschenden Deutschen, da diese, in Gestalt des falschen Nazis Durrell, soeben ihren verehrten Heerführer Quadri getötet haben.

## Produktionsnotizen
Geheimauftrag Dubrovnik wurde 1963 unter dem Arbeitstitel The Dubious Patriots in und um Dubrovnik gedreht und am 16. September 1964 in New York uraufgeführt. Die deutsche Premiere war am 30. April 1965.

## Wissenswertes
Der Deutsche Helmo Kindermann, der in den vergangenen Jahren mehrfach von ausländischen Filmproduzenten für die Darstellung klischeebeladener Wehrmachtsoffiziere geholt wurde, absolvierte hier und in dem nahezu zeitgleich gedrehten Kriegsstreifen Der Zug seine letzten Kinoauftritte. Der ewigen Darstellungen schneidiger NS-Offiziere leid, weigerte er sich anschließend, weiterhin derlei Parts zu übernehmen und konzentrierte sich ganz auf die Synchronarbeit. Vor die Kamera trat Kindermann nie mehr wieder.
Geheimauftrag Dubrovnik diente 1966 als Blaupause für eine Variation desselben Themas, Das dreckige Dutzend. Dieser Kriegsstreifen war, anders als Cormans moderate Inszenierung, ein enormer Kassen- und Publikumserfolg.
Im April 2020 wurde die Altersfreigabe nach einer Neuprüfung durch die FSK von 18 auf 16 Jahre herabgesetzt.

## Synchronisation
| Rolle              | Darsteller        | Synchronsprecher |
| ------------------ | ----------------- | ---------------- |
| Major Richard Mace | Stewart Granger   | Curt Ackermann   |
| Rocca              | Raf Vallone       | Helmut Wildt     |
| Scanlon            | Mickey Rooney     | Gerd Duwner      |
| John Durrell       | Henry Silva       | Herbert Stass    |
| Simon Fell         | Edd Byrnes        | Arne Elsholtz    |
| Saval              | William Campbell  | Lothar Blumhagen |
| Festungskommandant | Helmo Kindermann  | er selbst        |
| deutscher Kapitän  | Helmuth Schneider | Jürgen Thormann  |

## Kritiken
Halliwell‘s Film Guide fand, der Film sei eine Billigversion von Das dreckige Dutzend gewesen, dennoch „ziemlich gut gemacht und aufregend“.
Der Movie & Video Guide lobte die „gute Action und Vor-Ort-Fotografie“.
Im Filmdienst heißt es: „Actionreiche, sehr unbekümmerte Kriegskolportage.“